# Зідуріле (Димбовіца)
Зідуріле (рум. Zidurile) — село у повіті Димбовіца в Румунії. Входить до складу комуни Одобешть.
Село розташоване на відстані 45 км на захід від Бухареста, 38 км на південь від Тирговіште, 141 км на схід від Крайови, 119 км на південь від Брашова.

## Населення
За даними перепису населення 2002 року у селі проживала 951 особа, усі — румуни. Усі жителі села рідною мовою назвали румунську.